# Serafín María de Soto
Pour les articles homonymes, voir De Soto.
Serafín María de Sutton y Abbach Langton Casaviella (son patronyme est fréquemment hispanisé en « De Sotto »), troisième comte de Clonard et cinquième marquis de Grenade, né à Barcelone le 12 octobre 1793 et mort à Madrid le 23 février 1862 est un homme d'État , militaire et historien espagnol. Lieutenant général et président du Conseil des ministres deux jours durant, il reçoit de nombreuses décorations, dont la grande croix de l'ordre d'Isabelle la Catholique, chevalier de la Légion d'honneur française. Il est surnommé « le loup solitaire » (el lobo solitario) en raison de ses activités à la direction des services de contrespionnage et d'intelligence espagnols.
Il est chef de la maison Sutton-Dudley de Clonard irlandaise et du clan correspondant. Il fut un important meneur jacobite, en Espagne comme en Europe.

## Œuvres
- Memoria para la Historia de las tropas de la Casa Real de España (1824).
- Memoria histórica de las academias militares de España (1847).
- Historia orgánica de las armas de Infantería y Caballería españolas (1851-1859).
- Álbum de la Infantería española (1861).
- Álbum de la Caballería española (1861).